# Ettore Giovenale
Ettore Giovenale, soprannominato Peraccio Romano (Roma, ... – 1530), è stato un condottiero italiano, uno dei 13 italiani che combatterono contro altrettanti francesi nella storica disfida di Barletta del 1503.

## Biografia
Di Ettore Giovenale non si conosce con precisione l'anno di nascita; per quanto riguarda il luogo si tramanda che sia nato a Roma, cosa attestata anche dal soprannome. Era amico di Giovanni Capoccio, cavaliere romano. Combatté in Puglia contro i francesi e venne scelto per partecipare alla disfida di Barletta nel 1503. In seguito partecipò alle principali guerre che si combatterono in Italia nel Cinquecento. Durante la guerra d'Italia del 1521-1526 fu al servizio del duca di Ferrara, alleato dei francesi; nel 1521, in occasione di un attacco dei soldati dello Stato Pontificio vicino a Modena, si diede alla fuga con i suoi uomini e venne licenziato dal duca. In seguito partecipò alla guerra della Lega di Cognac al servizio dello Stato Pontificio. A Sorbara nell'autunno del 1526 sconfisse con i suoi uomini un reparto di cavalieri e fanti spagnoli che cercavano di raggiungere Bologna, mettendoli in fuga. Successivamente venne richiamato a Roma per partecipare alla difesa della città contro le truppe della famiglia Colonna, alleatasi con gli spagnoli.
Giovenale morì nel 1530.